# Serialisering
Serialisering är en process inom datavetenskapen som innebär att en datastruktur eller ett objekttillstånd sparas till ett format (till exempel en datafil) som kan lagras i, eller överföras till, ett datorminne eller en annan datamiljö.
Datastrukturen eller objekttillståndet skall vid ett senare tillfälle kunna återskapas från datorminnet till sin ursprungliga form via en omvänd process som kallas deserialisering.
En nackdel med serialisering är att filer skapade med serialiserade objekt inte går att deserialisera om man i efterhand ändrar koden för ursprungsklassen. En annan är att även känslig information sparas, vilket inte alltid är önskvärt.

## Fotnoter
1. ↑  "En introduktion till serialisering"[död länk], Centrum för teknikstudier, Malmö högskola
2. ↑  "Programmeringsmetodik och programmering i ett objektorienterat språk (Java)", Institutionen för datavetenskap, Luleå universitet